# Taganskaja (stacja metra na linii Kolcewaja)
Taganskaja (ros. Таганская) – stacja metra w Moskwie, na linii Kolcewej. Stacja została otwarta 1 stycznia 1950.
Podobnie jak pozostałe na linii Kolcewej, stacja Taganskaja jest przykładem stylu realizmu socjalistycznego w architekturze. Charakterystyczne dla tej stacji jest 48 płaskorzeźb z majoliki przedstawiających żołnierzy radzieckich.